# .museum
.museum هو نطاق عام من المستوى الأعلى (gTLD) تَمَّ تَقّديمه في 20 أكتوبر 2001. يعود تاريخُهُ إلى قرارٍ من آيكان يَعـود لـعام 2000 ويستهدف في المقام الأول المتاحف. يُدار من الناحية التنظيمية والفنية من قبل جمعية إدارة مجال المتاحف (غير الربحية) ومقرها ستوكهولم، السويد.
بالمُقارنة مع نطاقات المستوى الأعلى الأخرى، يُعَد هذا النطاق غير مهم ولذلك يفترض الخبراء أنه في نوفمبر 2003 تم تسجيل 3000 عنوان فقط تحت نطاق المستوى الأعلى هذا. فنتيجةً لذلك تَمَّ تخفيف معايير المَّطلوبة لهذا النطاق.

## رَوابط خَارجيَّة
- الموقع الرسمي